# Joppolo Giancaxio
Joppolo Giancaxio é uma comuna italiana da região da Sicília, província de Agrigento, com cerca de 1.265 habitantes. Estende-se por uma área de 19 km², tendo uma densidade populacional de 67 hab/km². Faz fronteira com Agrigento, Aragona, Raffadali, Santa Elisabetta.

## Demografia
| Variação demográfica do município entre 1861 e 2011                               |
|                                                                                   |
| Fonte: Istituto Nazionale di Statistica (ISTAT) - Elaboração gráfica da Wikipedia |